# Espírito Santo do Pinhal
Espírito Santo do Pinhal est une municipalité brésilienne de la microrégion de São João da Boa Vista.